# Apteralcidion
Apteralcidion is een kevergeslacht uit de familie van de boktorren (Cerambycidae). De wetenschappelijke naam van het geslacht werd voor het eerst geldig gepubliceerd in 1992 door Hovore.

## Soorten
Apteralcidion is monotypisch en omvat slechts de volgende soort:
- Apteralcidion lapierrei Hovore, 1992